# Austro Control
Die Austro Control Österreichische Gesellschaft für Zivilluftfahrt mit beschränkter Haftung (ACG) ist ein öffentliches, privatwirtschaftlich organisiertes österreichisches Unternehmen, welches für den sicheren und wirtschaftlichen Ablauf des Flugverkehrs im österreichischen Luftraum verantwortlich ist.

## Allgemeines
Die ACG ist im Jahr 1993 aus dem Bundesamt für Zivilluftfahrt hervorgegangen und hat dessen hoheitliche Aufgaben mit 1. Jänner 1994 übernommen.
Die Fluglotsen der Überflugskontrollzentrale im 3. Wiener Gemeindebezirk und in den Flugsicherungsstellen an allen österreichischen Verkehrsflughäfen sorgen für eine sichere Abwicklung des Flugverkehrs. Im Jahr 2012 wurden insgesamt rund 1,1 Millionen Flugbewegungen kontrolliert.

## Aufgaben
Die Zuständigkeiten von Austro Control gliedern sich in zwei Unternehmensbereiche: in den Bereich Air Navigation Services (ANS) mit vorwiegend operativen Aufgaben sowie den Bereich der behördlichen Agenden als Luftfahrtagentur.

### Air Navigation Services

Austro Control-Flugsicherungsanlage

Das Air Traffic Management ist sowohl für die operative Verkehrssteuerung als auch für die Planung von Verfahren und Kapazitäten zuständig.
Die rund 350 Fluglotsen der Austro Control sorgen für den sicheren Ablauf des Flugverkehrs über Österreich und an allen österreichischen Flughäfen.
Die in diesem Bereich befindliche Abteilung Austro Control Engineering Services (AES) betreibt und wartet mit rund 200 Flugsicherungsingenieuren und -technikern auch sämtliche Flugsicherungsanlagen in Österreich, wie beispielsweise Funk- und Navigationsanlagen, Datenübermittlungs und -verarbeitungssysteme oder Radarstationen wie die Mittelbereichsradarstationen Buschberg, Feichtberg und Koralpe.
In Deutschland nutzen die Regionalflughäfen in Friedrichshafen, Heringsdorf, Kassel-Calden, Lübeck-Blankensee, Schwerin-Parchim sowie der Sonderflughafen Oberpfaffenhofen und die Verkehrslandeplätze Augsburg und Hof-Plauen die Air Traffic Services der Austro Control.
Das Aeronautical Information Management (Luftfahrtinformationsdienst) versorgt Piloten mit allen für die Flugdurchführung notwendigen Informationen, der Flugwetterdienst warnt vor gefährlichen Wettererscheinungen wie Gewitter, Turbulenz- oder Vereisungszonen.

#### Austro Control Fluglotsinnen und Fluglotsen sorgen für Sicherheit
Die Arbeit als Fluglotsin bzw. Fluglotse besteht darin, mit Hilfe eines Radarbildes den Flugverkehr zu steuern. Dabei ist die wichtigste Aufgabe, die Sicherheitsabstände zwischen Flugzeugen zu gewährleisten. Die Sicherheitsabstände, in der Fachsprache auch als „Staffelung“ bezeichnet, betragen rund ums Flugzeug (horizontal) 5 Nautische Meilen (9 km) und in der Höhe (vertikal) mindestens 1000 Fuß (300 m). Über Funk wird mit Pilotinnen und Piloten kommuniziert, Fluglotsinnen und Fluglotsen geben die jeweilige Flugroute und Flughöhe vor bzw. erteilen Start- und Landeerlaubnis.

#### Austro Control Akademie
Austro Control bildet die Fluglotsinnen und Fluglotsen selbst aus. Die Ausbildung dauert rund drei Jahre. In einer ersten Theorieausbildung stehen unter anderem Wetterkunde, Luftfahrtrecht, Aufbau und Funktion von Flugsicherungstechnik, Navigation und Flugzeugkunde auf dem Lehrplan. Die Praxisausbildung erfolgt dann auf sechs Radarpulten und in einem virtuellen 360°-Towersimulator, bevor das Unit-Training im Live-Betrieb beginnt. Insgesamt beschäftigt Austro Control rund 350 Fluglotsinnen und Fluglotsen.

### Luftfahrtagentur
Im Rahmen der Luftfahrtagentur werden im Auftrag der Republik Österreich behördliche Leistungen für die Luftfahrt erbracht.
Dazu gehören unter anderem die Überwachung der Einhaltung von Luftverkehrsvorschriften, die Zulassung von Luftfahrzeugen sowie die Prüfung deren Luft- und Betriebstauglichkeit, die Aufsicht über Wartungs- und Luftfahrtbetriebe, die Durchführung von sogenannten Rampchecks bei ausländischen Luftfahrzeugen, die Ausstellung von Zivilluftfahrt-Personalausweisen (Pilotenscheine) sowie die Aufsicht über die Zivilluftfahrschulen.
Der Such- und Rettungsdienst sorgt dafür, dass abgängige Luftfahrzeuge geortet und entsprechende Rettungsmaßnahmen eingeleitet werden.

## Die Gesellschaft

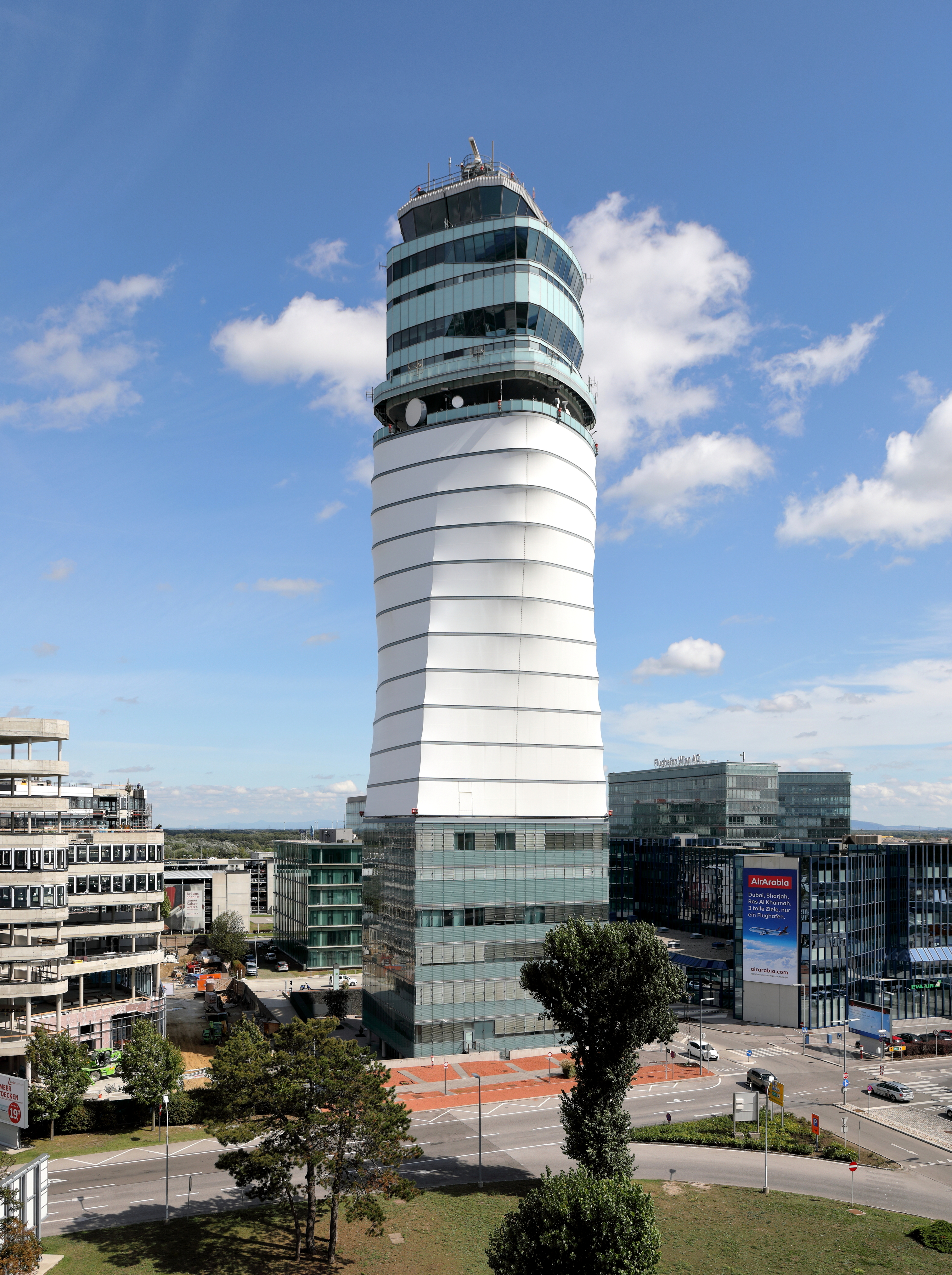
Der Tower am Flughafen Wien-Schwechat wird von der Austro Control betrieben.

Die Austro Control Österreichische Gesellschaft für Zivilluftfahrt mit beschränkter Haftung wurde mit Gesellschaftsvertrag vom 15. Dezember 1993 und mit Ersteintragung im Firmenbuch unter der Firmenbuchnummer 71000 m am 30. Dezember 1993 gegründet und nahm ihre Tätigkeit am 1. Jänner 1994 auf.
Alleingesellschafterin ist die Republik Österreich mit einem eingezahlten Stammkapital von EUR 25.000.000 vertreten durch das BMVIT. Mit Generalversammlungsbeschluss vom 20. April 2006 wurde eine Kapitalerhöhung aus Gesellschaftsmitteln um EUR 17.732.716,58 sowie eine Neufassung des Gesellschaftsvertrages beschlossen und durchgeführt. Ehemaliger Mitgesellschafter ist Wolfgang Nikolaus mit einer Einlage von 1.000 Schilling.
Die Firmenzentrale (Austro Tower) und die Überflugskontrollzentrale (ACC – Area Control Centre) befinden sich in der Schnirchgasse im 3. Wiener Gemeindebezirk. Darüber hinaus betreibt Austro Control an allen österreichischen Verkehrsflughäfen Flugsicherungsstellen. Der höchste Kontrollturm steht mit einer Höhe von 109 Metern am Flughafen Wien-Schwechat.
Seit Jänner 2019 bilden Valerie Hackl und Axel Schwarz die Austro-Control-Geschäftsführung. Vom 22. Mai 2019 bis zum 3. Juni 2019 war Valerie Hackl für die Dauer ihrer Ministertätigkeit karenziert. Während der Vertrag von Hackl bis Ende 2023 verlängert wurde, lief jener von Axel Schwarz wird mit Jahresende 2021 aus. Zu seinem Nachfolger ab 1. Jänner 2022 wurde Philipp Piber bestellt. Mit Mai 2024 soll Elisabeth Landrichter Valerie Hackl als Geschäftsführerin nachfolgen.

### Organe
- Kollektiv zeichnungsberechtigte Geschäftsführer waren Valerie Hackl (von 22. Mai bis 3. Juni 2019 für die Dauer ihrer Ministertätigkeit karenziert)[8][9] und Philipp Piber. Im Mai 2024 folgte Eilsabeth Landrichter Valerie Hackl als Geschäftsführerin nach.[13]
- Prokuristen mit kollektiver Zeichnungsberechtigung sind Christoph Gottstein und Hubert Walter.
- Der Aufsichtsrat bestand bis 31. Dezember 2019 aus Werner Walch (Vorsitzender; Rechtsanwalt), Günther Ofner (stv. Vorsitzender; Flughafen Wien AG), Kathrin Glock (Glock Horse Performance Center GmbH), Elisabeth Landrichter (Bundesministerium Verkehr, Innovation und Technologie), Katharina Levina-Rabl (Bank Austria, Member of UniCredit) und Karin Vorauer-Mischer (Bundesministerium für Finanzen).[14] Mit 31. Dezember 2019 legte Werner Walch sein Amt als Aufsichtsratschef der Flugsicherungsbehörde Austro Control zurück.[15]

Im Jänner 2021 wurde Kathrin Glock von Ministerin Leonore Gewessler als Aufsichtsrätin abberufen, den frei gewordenen Aufsichtsratssitz übernahm Judith Engel, Sektionschefin in Gewesslers Ministerium.

### Beteiligungen
Die Austro Control Digital Services GmbH sowie die ACG International sind 100 %-Tochterfirmen der Austro Control. An Flight Calibration Services (FCS) ist die Austro Control mit 20 % beteiligt.

## Austro Control und Single European Sky
Die Single European Sky-Initiative der Europäischen Kommission sieht eine Vereinheitlichung des europäischen Luftraums vor. Ziel ist es, einen gemeinsamen europäischen Luftraum unabhängig von Staatsgrenzen zu schaffen, der sich ausschließlich an betrieblichen Erfordernissen orientiert und so zu einem sicheren, effizienten und wirtschaftlichen Ablauf des Flugverkehrs beiträgt.

### Funktionale Luftraumblöcke
Kernstück ist dabei die Bildung von fünf bis zehn grenzübergreifenden Luftraumblöcken (Functional Airspace Blocks). Austro Control ist hier an der Bildung eines Zentraleuropäischen Luftraumblockes (FAB CE – Functional Airspaceblock Central Europe) beteiligt. Gemeinsam mit Tschechien, Ungarn, der Slowakei, Slowenien, Kroatien und Bosnien-Herzegowina wurde dieser Block Ende 2012 in Europa etabliert.

### SES Performance Scheme
Eine weitere wichtige Säule von SES ist das sogenannte „Performance Scheme“. Air Navigation Service Provider werden in bestimmten Bereichen zu „regulierten“ Unternehmen. Die „Key Performance Areas“ sind Sicherheit, Kapazität, Kosteneffizienz und Umwelt. Die vereinbarten Leistungsvorgaben für die erste „Single European Sky“ Regulierungsperiode (2012–2014) wurden von Austro Control erfüllt. So liegt Austro Control mit einer durchschnittlichen Senkung der regulierten Gebührenrate um 2,6 % pro Jahr bis 2014 deutlich besser als der europäische Schnitt (2,2 %). Ebenso wurde der vorgegebene Pünktlichkeitswert von 0,23 Minuten pro Flug punktgenau erreicht.

### Luftraumoptimierungen
Die Optimierung des österreichischen Luftraumes im Einklang mit den Vorgaben von „Single European Sky“ wird in enger Zusammenarbeit mit den Flugsicherungen der Staaten des „Functional Airspace Block Central Europe“ (FAB CE – Österreich, Ungarn, Tschechien, Slowakei, Slowenien, Kroatien, Bosnien-Herzegowina) konsequent fortgesetzt. Anfang April 2014 wurde ein weiterer wichtiger Schritt in Richtung Vollimplementierung von „Free Route“ umgesetzt. Austro Control bietet insgesamt 122 sogenannte „Direct Routings“ mit direkteren Routenführungen und kürzeren Strecken im österreichischen Luftraum an. Dadurch werden sowohl Flugzeiten als auch der Kerosinverbrauch weiter reduziert. Die Vollimplementierung von „Free Route“ in Österreich ist 2016 erfolgt. Piloten geben seither lediglich Ein- und Ausflugspunkt bekannt und fliegen auf direktem Weg durch den österreichischen Luftraum.
Am 1. Februar 2018 wurde der South East Common Sky Initiative Free Route Airspace (SECSI FRA) erfolgreich in Betrieb genommen, wodurch die beiden Free Route Lufträume SAXFRA (Österreich, Slowenien) und SEAFRA (Kroatien, Bosnien-Herzegovina, Serbien-Montenegro) nunmehr miteinander verbunden sind. Dies führte zu einer deutlichen Verkürzung der Flugstrecken zwischen Mittel- und Süd-Ost Europa, die sich mit rund 1,1 Mio. bis 1,3 Mio. Kilometer jährlich beziffern ließ. Damit einher ging auch eine Treibstoffeinsparung von bis zu 2.920.000 kg sowie eine CO2-Emissionsreduktion von 9.307.500 kg pro Jahr. Seit 2. Dezember 2021 sind auch die Lufträume von Albanien und Nord-Mazedonien Teil des SECSI FRA.

## Drohnen
Austro Control ist in Österreich für Registrierung, Drohnenführerschein und die Bewilligung von Drohnen zuständig.

## Kritik
Austro Control war in der Vergangenheit mit Vorwürfen hinsichtlich Kosten und Gebühren sowie einer Diskussion über die Zulassung von Rettungshubschraubern konfrontiert.

### Kosten & Gebühren
Die im Jahr 2010 erfolgte Gebührenerhöhung um 14,3 % auf 68,91 Euro sorgte für Kritik seitens der AEA und IATA, sowie der österreichischen Fluglinien NIKI und AUA, die einen erheblichen Wettbewerbsnachteil sahen.
| Vergleich der Überflugsgebühren in den Mitgliedsländern der Eurocontrol | Vergleich der Überflugsgebühren in den Mitgliedsländern der Eurocontrol | Vergleich der Überflugsgebühren in den Mitgliedsländern der Eurocontrol | Vergleich der Überflugsgebühren in den Mitgliedsländern der Eurocontrol | Vergleich der Überflugsgebühren in den Mitgliedsländern der Eurocontrol | Vergleich der Überflugsgebühren in den Mitgliedsländern der Eurocontrol | Vergleich der Überflugsgebühren in den Mitgliedsländern der Eurocontrol | Vergleich der Überflugsgebühren in den Mitgliedsländern der Eurocontrol | Vergleich der Überflugsgebühren in den Mitgliedsländern der Eurocontrol | Vergleich der Überflugsgebühren in den Mitgliedsländern der Eurocontrol | Vergleich der Überflugsgebühren in den Mitgliedsländern der Eurocontrol | Vergleich der Überflugsgebühren in den Mitgliedsländern der Eurocontrol | Vergleich der Überflugsgebühren in den Mitgliedsländern der Eurocontrol | Vergleich der Überflugsgebühren in den Mitgliedsländern der Eurocontrol | Vergleich der Überflugsgebühren in den Mitgliedsländern der Eurocontrol | Vergleich der Überflugsgebühren in den Mitgliedsländern der Eurocontrol | Vergleich der Überflugsgebühren in den Mitgliedsländern der Eurocontrol | Vergleich der Überflugsgebühren in den Mitgliedsländern der Eurocontrol | Vergleich der Überflugsgebühren in den Mitgliedsländern der Eurocontrol | Vergleich der Überflugsgebühren in den Mitgliedsländern der Eurocontrol | Vergleich der Überflugsgebühren in den Mitgliedsländern der Eurocontrol | Vergleich der Überflugsgebühren in den Mitgliedsländern der Eurocontrol | Vergleich der Überflugsgebühren in den Mitgliedsländern der Eurocontrol | Vergleich der Überflugsgebühren in den Mitgliedsländern der Eurocontrol | Vergleich der Überflugsgebühren in den Mitgliedsländern der Eurocontrol | Vergleich der Überflugsgebühren in den Mitgliedsländern der Eurocontrol | Vergleich der Überflugsgebühren in den Mitgliedsländern der Eurocontrol | Vergleich der Überflugsgebühren in den Mitgliedsländern der Eurocontrol | Vergleich der Überflugsgebühren in den Mitgliedsländern der Eurocontrol | Vergleich der Überflugsgebühren in den Mitgliedsländern der Eurocontrol | Vergleich der Überflugsgebühren in den Mitgliedsländern der Eurocontrol | Vergleich der Überflugsgebühren in den Mitgliedsländern der Eurocontrol | Vergleich der Überflugsgebühren in den Mitgliedsländern der Eurocontrol | Vergleich der Überflugsgebühren in den Mitgliedsländern der Eurocontrol | Vergleich der Überflugsgebühren in den Mitgliedsländern der Eurocontrol | Vergleich der Überflugsgebühren in den Mitgliedsländern der Eurocontrol | Vergleich der Überflugsgebühren in den Mitgliedsländern der Eurocontrol |
| ----------------------------------------------------------------------- | ----------------------------------------------------------------------- | ----------------------------------------------------------------------- | ----------------------------------------------------------------------- | ----------------------------------------------------------------------- | ----------------------------------------------------------------------- | ----------------------------------------------------------------------- | ----------------------------------------------------------------------- | ----------------------------------------------------------------------- | ----------------------------------------------------------------------- | ----------------------------------------------------------------------- | ----------------------------------------------------------------------- | ----------------------------------------------------------------------- | ----------------------------------------------------------------------- | ----------------------------------------------------------------------- | ----------------------------------------------------------------------- | ----------------------------------------------------------------------- | ----------------------------------------------------------------------- | ----------------------------------------------------------------------- | ----------------------------------------------------------------------- | ----------------------------------------------------------------------- | ----------------------------------------------------------------------- | ----------------------------------------------------------------------- | ----------------------------------------------------------------------- | ----------------------------------------------------------------------- | ----------------------------------------------------------------------- | ----------------------------------------------------------------------- | ----------------------------------------------------------------------- | ----------------------------------------------------------------------- | ----------------------------------------------------------------------- | ----------------------------------------------------------------------- | ----------------------------------------------------------------------- | ----------------------------------------------------------------------- | ----------------------------------------------------------------------- | ----------------------------------------------------------------------- | ----------------------------------------------------------------------- | ----------------------------------------------------------------------- |
|                                                                         | E                                                                       | B, L                                                                    | SLO                                                                     | CH                                                                      | A                                                                       | GB                                                                      | D                                                                       | I                                                                       | E-CN                                                                    | NL                                                                      | F                                                                       | DK                                                                      | N                                                                       | S                                                                       | MK                                                                      | SK                                                                      | P-L                                                                     | CZ                                                                      | RO                                                                      | LT                                                                      | AL                                                                      | BG                                                                      | HR                                                                      | SF                                                                      | PL                                                                      | MD                                                                      | SCG                                                                     | BIH                                                                     | GR                                                                      | H                                                                       | IR                                                                      | CY                                                                      | TR                                                                      | ARM                                                                     | M                                                                       | P-A                                                                     |
| Gebühr (2010)                                                           | 84,0                                                                    | 76,5                                                                    | 76,2                                                                    | 74,9                                                                    | 68,9                                                                    | 68,9                                                                    | 68,9                                                                    | 68,5                                                                    | 68,1                                                                    | 65,7                                                                    | 65,0                                                                    | 64,3                                                                    | 63,6                                                                    | 58,0                                                                    | 56,6                                                                    | 53,8                                                                    | 49,0                                                                    | 47,4                                                                    | 46,4                                                                    | 45,8                                                                    | 44,3                                                                    | 42,8                                                                    | 41,8                                                                    | 40,2                                                                    | 39,9                                                                    | 39,8                                                                    | 39,2                                                                    | 39,1                                                                    | 38,9                                                                    | 36,6                                                                    | 30,7                                                                    | 30,1                                                                    | 29,6                                                                    | 27,8                                                                    | 25,7                                                                    | 12,2                                                                    |
| Veränderung in % (2009–2010)                                            | 0                                                                       | 0,7                                                                     | 0                                                                       | 0                                                                       | 14,3                                                                    | 5,0                                                                     | 2,7                                                                     | 4,0                                                                     | 0                                                                       | 2,5                                                                     | 5,9                                                                     | 3,8                                                                     | 0,1                                                                     | 9,9                                                                     | 0,6                                                                     | 0                                                                       | 3,2                                                                     | 3,7                                                                     | 17,1                                                                    | −5,9                                                                    | 5,6                                                                     | −1,8                                                                    | −10,1                                                                   | 0                                                                       | 17,9                                                                    | −4,5                                                                    | 21,9                                                                    | 10,7                                                                    | −11,8                                                                   | 16,6                                                                    | 3,9                                                                     | 0,5                                                                     | 13,1                                                                    | 32,4                                                                    | −4,4                                                                    | −19,0                                                                   |

Austro Control hat sich über Flugsicherungsgebühren kostendeckend zu finanzieren. Erhoben werden Streckengebühren, die Einziehung erfolgt durch die Eurocontrol für die am Eurocontrol-Gebührensystem teilnehmenden Mitgliedstaaten. Allerdings stellen die hohen Kosten – mit Durchschnittseinkommen von circa 100.000 Euro vor allem im Bereich des Personals – einen Hauptkritikpunkt dar.
Austro Control hat die Gebühr für 2011 eigenen Angaben nach stabil gehalten (leichter Anstieg auf 69,38 Euro).

### Diskussion um Rettungshubschrauber
Anfang 2010 sorgte die in Kraft getretene Verordnung des Verkehrsministeriums (AOCV 2008) für Diskussionen, wonach nur mehr jene Hubschrauber für den Ambulanz- und Rettungsflug eingesetzt werden dürfen, die den Bestimmungen dieser Verordnung entsprechen (Flugrettung in Österreich: Sicherheitsstandards seit 2010). Betroffen davon waren fünf Hubschrauber des Salzburger Unternehmers Roy Knaus. Die Kritik betraf die neuen Sicherheitsbestimmungen und deren Auslegung. Deshalb wurde am 18. Jänner 2010 eine Anzeige wegen des Verdachtes des Amtsmissbrauchs und der Korruption gegen unbekannte Täter im Kreise der Austro Control Gesellschaft bei der Staatsanwaltschaft Salzburg eingebracht, welche von der Austro Control als „substanzlos“ bezeichnet wurde.
Erschwerend kam hinzu, dass einer der für die Knaus-Hubschrauber zuständigen Inspektoren der Austro Control nebenbei für das Konkurrenzunternehmen SHS tätig gewesen sein soll, was seitens Austro Control dementiert wurde. Jedoch wird grundsätzlich das Prinzip verfolgt, dass flugbetriebliche Aufsichtstätigkeiten und Nebenbeschäftigungen streng getrennt werden.
Die Staatsanwaltschaft hat nach Prüfung des Sachverhalts klargestellt, dass Austro Control im Zusammenhang mit der Umsetzung der Verordnung AOCV 2008 richtig gehandelt hat („Die Entscheidungen entsprechen den internationalen Vorgaben.“), die Ermittlungen wurden daher eingestellt. Bereits vor der Einstellung der Ermittlungen durch die Staatsanwaltschaft hatte der Verfassungsgerichtshof eine eingebrachte Beschwerde in Sachen Zulassung einzelner Rettungshubschrauber-Typen aus formalrechtlichen Gründen abgelehnt. Ebenso wurde durch die Entscheidung der Obersten Zivilluftfahrtbehörde im Verkehrsministerium das Vorgehen von Austro Control bestätigt.
Damit wurden seit dem 1. Jänner 2010 in Österreich nur mehr jene Hubschrauber im Ambulanz- und Rettungsflug eingesetzt, die den Vorgaben dieser Verordnung entsprachen. Diese Verordnung wurde im Oktober 2011 durch den Verfassungsgerichtshof wiederum aufgehoben, da die Verordnung nicht in Übereinstimmung mit der EU stand. Diese Verordnung ist daher bis März 2012 zu ändern.